# 滋賀・高島ベースボールクラブ
滋賀・高島ベースボールクラブ（しがたかしまベースボールクラブ）は、滋賀県高島市に本拠地を置き、日本野球連盟に加盟していた社会人野球のクラブチームである。2014年に解散した。

## 概要
滋賀県の高島市内には2006年から活動を開始した社会人野球のクラブチームであるOBC高島があり、日本選手権やクラブ選手権への出場経験を有するなど目覚ましい活躍を見せていた。2008年に当初NPO法人のもと活動していたチームが株式会社経営に移ったこともあって運営のコスト面を重視した結果、2009年オフに経費削減を理由に監督の伊藤剛吏を解任した。これに異を唱えた伊藤が翌2010年に社会人野球のクラブチームとして『滋賀・高島ベースボールクラブ』を旗揚げし独立する。OBC高島からは伊藤のほか9選手が移籍した一方で、OBC高島には11選手が残留（他に退部選手が7選手）したことで、高島市内にクラブチームが2つ並存することとなり、戦力的にも真っ二つとなった。
活動1年目の2010年はJABA高砂市長杯争奪大会、JABAびわこ杯大会の2大会を制し、夏の都市対抗野球大会滋賀県1次予選決勝では因縁のあるOBC高島を下して2次予選出場を決めた。また、秋に行われたドラフト会議では、所属の川口隼人選手が東北楽天ゴールデンイーグルスから育成3位指名を受け、初めてのドラフト指名選手輩出となった。
2012年、東近畿予選を勝ち抜いて初めて出場したクラブ野球選手権でトーナメント戦を制し初優勝、同年の日本選手権への出場権を得た。
2014年10月、チームの資金難が表面化したのに伴い廃部が決定。同年11月15日に行われた第5回滋賀県社会人・大学野球交流戦をもって活動を終了、同年11月20日に日本野球連盟に廃部届を提出して解散した。

## 主要大会の出場歴・最高成績
- 社会人野球日本選手権大会 - 出場1回
- 全日本クラブ野球選手権大会 - 出場1回、優勝1回（2012年）
- JABA高砂市長杯争奪大会 - 優勝2回（2010年、2011年）、準優勝1回（2013年）
- JABAびわこ杯争奪社会人クラブ野球大会 - 優勝1回（2010年）、準優勝2回（2011年、2012年）

## 主な出身プロ野球選手
- 川口隼人（内野手） - 2010年育成ドラフト3位で東北楽天ゴールデンイーグルスに入団